# Dehlitz (Saale)
Dehlitz (Saale) este o comună din landul Saxonia-Anhalt, Germania.
1. ↑  GeoNames